# Alentejo Centrale
L'Alentejo Centrale è una subregione statistica del Portogallo, parte della regione dell'Alentejo, divisa tra il Distretto di Évora ed un comune del Distretto di Portalegre. Confina a nord con la Lezíria do Tejo e l'Alto Alentejo, ad ovest con la Spagna, a sud con il Basso Alentejo e l'Alentejo Litorale e ad est con la Penisola di Setúbal.

## Suddivisioni
Comprende 14 comuni:
- Alandroal
- Arraiolos
- Borba
- Estremoz
- Évora
- Montemor-o-Novo
- Mourão
- Portel
- Redondo
- Reguengos de Monsaraz
- Sousel
- Vendas Novas
- Viana do Alentejo
- Vila Viçosa